# Voyenne
Voyenne é uma comuna francesa na região administrativa de Altos da França, no departamento de Aisne. Estende-se por uma área de 13,97 km². Em 2010 a comuna tinha 323 habitantes (densidade: 23,1 hab./km²).